# Куцая Балка
Куцая Балка (укр. Куца Балка) — село в Ольшанской поселковой общине Голованевского района Кировоградской области Украины.
До 2020 года входило в Ольшанский район
Население по переписи 2001 года составляло 449 человек. Почтовый индекс — 26633. Телефонный код — 5250. Код КОАТУУ — 3524382501.